# Beniamino Joppolo
Beniamino Joppolo (Patti, 31 luglio 1906 – Parigi, 2 ottobre 1963) è stato un letterato, pittore e drammaturgo italiano del XX secolo.
Fervente antifascista e per questo arrestato e confinato nel '35 e nel '37. Dal '39 al '43 pubblicò articoli e lavori teatrali in varie riviste, fra le quali Corrente. Nel dopoguerra si trasferì a Milano, e, nel '47, cominciò a dipingere, e fondò, con Lucio Fontana, il Movimento spazialista.
Fra le sue opere più note: la raccolta di versi I canti dei sensi e dell'idea, i romanzi Tutto a vuoto, 1945, La giostra di Michele Civa, 1946, Un cane ucciso, 1949, e, postumo, La doppia storia, 1968 (ripubblicato nel 2013, Pungitopo editrice). Famosissima la sua produzione teatrale, da L'ultima stazione a I Carabinieri (ora in Teatro, Pungitopo editrice).

## Biografia
Beniamino Joppolo passò la sua infanzia tra la provincia di Messina e quella di Reggio Calabria. Dopo il liceo classico a Messina, si laureò in Scienze politiche a Firenze.
Fece parte, fino al 1926, della Milizia volontaria per la sicurezza nazionale (MVSN). Nel 1929 pubblicò la prima raccolta di poesie I canti dei sensi e dell'idea, dall'influenza futurista, scritta a 18 anni, e salutata positivamente dalla critica.
Sebbene ancora iscritto al PNF, nel 1935 e poi nel 1937, fu arrestato per antifascismo militante e confinato a Messina e a Forenza (condannato a tre anni nel 1937, venne liberato nel dicembre 1938 per via dell'amnistia natalizia). Il suo primo manifesto o pamphlet contro il regime fascista Mussolini, presto ti accorgerai del coraggio degli italiani ! gli valse varie rappresaglie nonché un controllo sistematico delle sue attività. Questa vera e propria dichiarazione politica riprendeva del resto alcune riflessioni già espresse nella tesi di laurea intitolata Vari concetti di stato e dominatore. La famiglia dovette in seguito fare sacrifici considerevoli per permettergli di concretizzare le sue prime attività letterarie ed artistiche, e di installarsi in modo stabile a Milano nei primi anni quaranta (dove Beniamino aveva già vissuto vari mesi sin dal 1934) dove frequentò gruppi di intellettuali milanesi e movimenti dissidenti come quello di Corrente.
Con la moglie pittrice Carla Rossi, sviluppò le amicizie nell'ambito artistico integrando la prima cerchia degli spazialisti di Lucio Fontana. Joppolo fu del resto uno dei redattori del primo e del secondo manifesto di Spazialismo (1947, 1948). Visse a Milano fino al 1954, alternando le attività di scrittore (diversi romanzi, tra cui La Giostra di Michele Civa nel 1945), di critico letterario ed artistico, di pittore e di drammaturgo, pubblicando le prime pièces in alcune riviste letterarie e universitarie. (L'opera L'ultima stazione fu creata nell'ambito dei GUF nel 1941, regia di Paolo Grassi, con Giorgio Strehler e Franco Parenti nei ruoli principali del capostazione e del custode della stazione).
Nel 1954 si trasferì a Parigi con la moglie e i due figli. Fece amicizia e collaborò con Jacques Audiberti ed altri esponenti del mondo artistico della capitale francese. Joppolo si dedicò principalmente alla pittura, alla scrittura (narrativa e teatro) ma dovette fare i conti con le difficoltà di un esilio, questa volta, volontario, nonché dell'oblio dei suoi contemporanei rimasti in Italia. Autore di oltre dieci romanzi, di circa cinquanta opere teatrali e di numerosi dipinti, estese la sua vasta e multiforme produzione artistica tra la Sicilia, Milano e Parigi, lavorando con i più grandi e in vari campi come Roberto Rossellini, Gino Severini, Renato Guttuso, Giuseppe Migneco o ancora Jean-Luc Godard.
Si spense a Parigi il 2 ottobre 1963.

## Sull'opera teatrale
Beniamino Joppolo è uno degli autori italiani di teatro più prolifici del Novecento. La sua produzione teatrale, con circa cinquanta opere, può essere paragonata per la quantità a quella di Pirandello. Ciò nonostante, la sua opera ha sofferto di un incredibile silenzio per diversi decenni.
Dopo un primo periodo consacrato soprattutto alla poesia e al racconto, Joppolo si avventurò nella scrittura per il palcoscenico. Un primo momento di sperimentazione gli permise di confermare insieme l'eredità futuristica e simbolista di cui era stata impregnata la sua formazione, ma anche di allontanarsene artisticamente con l'esacerbazione di uno stile che mischiava personaggi e situazioni grotteschi e prese di posizione politiche fuori norma.
Una buona parte dei testi di queste opere fu pubblicata in riviste universitarie, culturali o artistiche. Nonostante l'interesse manifestato da diversi rappresentanti di primo piano del mondo teatrale milanese, soltanto un pugno di queste opere riuscì a godere di una verifica scenica che avrebbe permesso di concretizzarne il valore drammaturgico. Infatti, poche voci istituzionali e specializzate si fecero sentire contro il giudizio generico condiviso a proposito del teatro italiano degli anni quaranta e cinquanta, riassumibile in questi termini: necessità di ritrovare e sviluppare un teatro di prosa in lingua italiana.
Nel periodo post-pirandelliano, in assenza di autori di portata internazionale, Joppolo avrebbe meritato interesse maggiore, ma l'appoggio istituzionale, fascista poi repubblicano, e anche quello “degli ambienti politici”, fu inesistente o per lo meno debole, sporadico e soprattutto goffo. Dopo la Liberazione e dopo un periodo di euforia, Joppolo rimase deluso dal modo in cui la nuova Italia si disegnava sia dal punto di vista artistico sia da quello politico e sociale. Intrattabile e forse incosciente, si rifugiò allora nella sua immaginazione, nei suoi ideali panteistici, non umani e onirici; abbandonò il suo entusiasmo e la sua curiosità e si staccò progressivamente dai numerosi rappresentanti, nuovi o vecchi, dell'Italia riunita. Litigò con artisti, politici e intellettuali. Parallelamente si spostò dalla creatività scenica, giudicandola troppo realistica e parzialmente smarrita, a favore dell'invenzione astratta. Così facendo prese le sue distanze con il fervore per il neorealismo. Cominciò allora a dipingere, aiutato all'inizio da sua moglie. In questo modo egli sviluppò il suo interesse per la pittura e le arti figurative che aveva affermato fin dagli anni venti. Prese parte in particolar modo alla redazione dei tre manifesti dello Spazialismo di Lucio Fontana.
Installatosi poi a Parigi con la sua famiglia, riprese contatto con il teatro. L'ambiente artistico della capitale e le amicizie strette con degli autori del nouveau théâtre che non era ancora elevato al rango di assurdo, contribuirono a far tornare la vivacità del dialogo teatrale nella scrittura joppoliana.
I testi dell'insieme delle opere di teatro, come delle altre produzioni, così come una parte dell'apparato critico essenziale che vi si riferisce, sono oggi conservati negli archivi personali degli eredi a Parigi e anche all'Archivio Contemporaneo Alessandro Bonsanti della Biblioteca Vieusseux di Firenze. Inoltre, dopo i primi due volumi pubblicati rispettivamente nel 1989 e 2007, la casa editrice siciliana Pungitopo dovrebbe completare la collezione del teatro completo di Joppolo con la pubblicazione del terzo ed ultimo volume delle sue opere.
Il teatro di Joppolo non corrispondeva a nessuno stile di scrittura allora conosciuto o chiaramente classificato. Fin dalle prime realizzazioni, le sue opere presentano elementi collegabili a diverse sorgenti: il surrealismo (forse più evidente ancora nei suoi brevi racconti scritti negli anni trenta o nel suo primo romanzo Tutto a vuoto) ; l'assurdo, per certi aspetti precursore di strutture alla Beckett, alla Adamov o alla Ionesco; “l'espressionismo mediterraneo” il cui maggiore rappresentante fu Massimo Bontempelli; l'esistenzialismo di cui Joppolo fu uno dei pochi rappresentanti italiani; il simbolismo, l'espressionismo (nella scia delle opere di autori di lingua tedesca come Ernst Toller, Georg Kaiser – si pensi per esempio al parallelismo tra Il soldato Tanaka di Kaiser e I soldati conquistatori / I carabinieri di Joppolo), e per ultimo ciò che si potrebbe chiamare il sinestesismo abumano dove i sensi e i sentimenti dei protagonisti e dei narratori si sciolgono in un annullamento delle temporalità e in una messa in potenza dell'universalità della sensibilità umana. Nel corso di ricorrenti sinestesie, in effetti, delle trepidazioni infantili, il risveglio dei cinque sensi e una concentrazione allucinata sono legati in uno stesso corpo, una stessa voce e una stessa energia.
Vi sono tuttavia specificità estetiche e costanti stilistiche nell'opera joppoliana. Ad esempio l'autore si è sempre schierato non contro, bensì al di là della questione del realismo, e, in conseguenza, di quella del neorealismo, che segnò la rivincita della cultura italiana sulla scena europea. Egli non poteva quindi entrare nei progetti di coloro che tenevano le redini della cultura nazionale del periodo di ricostruzione. Esplosivo ed abile, anti-naturalista pur essendo sempre ossequioso nei confronti delle manifestazioni del naturale, universale nonché genialmente congetturale, lo stile di Joppolo non poteva rispondere ai bisogni di verità cinematografica unica, indissolubile e glorificatrice che l'Italia sconvolta e la nuova Europa vittoriosa dovevano privilegiare. Il paesaggio joppoliano, più particolarmente nelle opere teatrali, non cerca l'effetto realista. Costituisce, al contrario, un retroscena, uno sfondo simbolico e sentimentale. È appunto in quest'atmosfera che i personaggi possono fungere da simboli universali.
La nozione d'utopia attiva è ugualmente fondamentale. Permette di giustificare in parte l'isolamento progressivo dell'autore. Durante il periodo artistico del secondo dopoguerra, che fu fondamentale, Joppolo andò contro e si mise contro tutti, inventando al contempo nuove tecniche ed approcci della materia teatrale. Mentre la sete di verità e di realtà dava forza ad autori e a drammaturghi vari, Joppolo fu paradossalmente conosciuto ed associato (definitivamente?) ad uno dei suoi testi più anti-realisti, I carabinieri, capace di capovolgere la realtà sempre pur impiegando un senso del ridicolo e un'aggressività ironica intensi.
Le opere di Joppolo furono, prima ancora di sistemarsi in Francia, lette e recitate numerose volte in Italia così come all'estero. Dal 1941 a oggi, più di cinquanta produzioni professionali diverse che avevano selezionato in totale 16 delle 44 pièces pubblicate da Joppolo hanno potuto essere catalogate.
Il primo periodo intenso corrisponde ovviamente agli anni milanesi, nel corso dei quali i suoi drammi e le commedie acide furono messe in scena da artisti rinomati. Fino agli anni cinquanta, le sue opere furono interpretate, oltre a Milano, anche a Bologna, Roma, Catania e Palermo. Dal momento in cui Joppolo decise di valicare le Alpi, negli anni cinquanta, ci fu un incremento naturale delle rappresentazioni in lingua francese, in particolare quelle della sua pièce vincente I carabinieri. Quest'opera ha conosciuto un'intensa attività in lingua tedesca e nei paesi nordici. Ai numerosi viaggi intrapresi dall'autore tra la Sicilia, la Francia, la Lombardia o la Scandinavia (viaggio al termine del quale Joppolo completa, tra il 1958 e il 1960, la sua seconda raccolta di poesie), bisogna quindi aggiungere le peregrinazioni dei suoi testi, talvolta usati a sua insaputa in diversi paesi europei.
Joppolo non negò mai il suo debole per le culture straniere, persino quando le pressioni fasciste smembrarono il gruppo di azione artistico e di opposizione milanese Corrente di cui faceva parte e per la sopravvivenza del quale fu imprigionato ben due volte. Più tardi, quando partì con la delegazione italiana in occasione del Congresso per la Pace a Varsavia (1950), Joppolo confermò la sua profonda adesione all'unità europea che considerava come un primo passo verso l'esplosione del sentimento di universalità condiviso dall'insieme degli uomini.
Nelle opere di Joppolo, in particolare in seno ai saggi nei quali espone le sue posizioni politiche in modo esplicito, socialismo – legato in lui a una concezione trascendentale ed ecumenica del cristianesimo – ed europeismo si manifestano spesso in modi paralleli.
Fu del resto con uno spirito segnato dall'universalità e dall'internazionalismo che Joppolo decise di traslocare a Parigi – città segnata dalle esperienze più varie delle avanguardie di inizio secolo e in questo pervasa da un'aura particolare – con l'intenzione di vivere in compagnia di “individui universali”.

### Bilancio
La produzione drammatica joppoliana presenta numerosi esiti i cui livelli di arrivo poetici, artistici, scenici, estetici e logici sono variabili. Le pièces furono diversamente diffuse o apprezzate nel corso dei decenni.
Oltre il problema della non correzione strutturata delle sue produzioni scritte, del non riconoscimento editoriale di alcune creazioni e della non concretizzazione scenica di tutte le pièces, Joppolo si è incontestabilmente inserito nella storia dell'arte (teatro, pittura), delle lettere e della politica europea. Questa storia qui costituisce forse il rovescio di quella che viene considerata come la storia ufficiale. Il percorso artistico e politico di Joppolo segue di fatto meandri a volte meno ovvi, poco noti, o addirittura più disturbanti, meno eroici, talvolta imbarazzanti. Chiaramente poco rumorosi in una storia dell'Italia non poco chiassosa.
D'altronde, mentre le teorizzazioni abumanistiche serie e non presuntuose erano forgiate in modo sempre più preciso, si sente globalmente nelle sue opere che il feroce e caparbio stato d'animo dell'autore si è disteso, placato, rasserenato. Il lenimento del suo temperamento, tanto più palpabile nelle sue ultimissime produzioni scritte, era nondimeno bilanciato da una incaponita perseveranza: Joppolo voleva che i suoi scritti fossero accettati, riconosciuti, diffusi, e moltiplicava lettere, incontri, saggi, lasciando trasparire ora la sua rabbia, ora la sua disperazione.
È difficile valutare oggi in che termini Joppolo fu pronto ad accettare regole di un gioco dell'ascolto e della pubblicizzazione inerenti alle reti professionali. E ci si può chiedere se Joppolo abbia davvero permesso alle sue opere letterarie ed artistiche d'imporsi in seno a ambienti nei quali aveva avuto, un tempo, pochi contatti i cui, progressivamente, si erano poi dileguati.

### SuI carabinieri
Mentre l'Italia sta uscendo dall'esperienza del regime ed entra nel periodo grigio delle sollevazioni della guerra civile, Beniamino Joppolo firma quest'opera dalle dinamiche assurde, grottesche e violente. I soldati conquistatori poi ribattezzata I carabinieri, che ancora oggi rappresenta da sola l'insieme della produzione teatrale del drammaturgo, autore, saggista e pittore antifascista, rivela sul versante teatrale una parte delle basi del pensiero abumanista proprio dell'autore.
In questa storia di soldati e carabinieri, la questione della ripresa fa prima di tutto riferimento al problema della “presa” testuale, la quale è intimamente legata all'influenza delle traduzioni, dei rifacimenti, e delle messe in scena successive dell'opera. La pièce non riesce in effetti ad acquisire il suo statuto simbolico se non tramite un percorso complesso di appropriazioni e di concretizzazioni successive. Ben oltre le riprese, essa subisce dei rifacimenti che le conferiscono poi il suo stato ultimo pur aspirando al rispetto di un'opera originale.
In seguito alle prime messe in scena italiane (1945, 1948, 1949), alla traduzione-rifacimento per un allestimento controverso di Jacques Audiberti (1958), alle sue successive riappropriazioni joppoliane (versione autografa di 1959 e postuma del 1969), alla ripresa e conferma scenica al Festival dei Due Mondi di Spoleto nel 1962 (allestimento di Roberto Rossellini, l'unico nella sua carriera di realizzatore cinematografico), al suo adattamento cinematografico godardiano (Les Carabiniers di Jean-Luc Godard, 1963), il testo viene fermato, anche grazie a Giovanni Joppolo, figlio dell'autore, nonché all'ultimissima traduzione francese (pubblicata nel primo numero della rivista Scena aperta dell'università di Tolosa nel 2000).
Il contenuto stesso dell'opera si avvale della mise en abîme di concetti di ciclicità temporale, di echi storici, di ritorni in scena. Strutturata su una ridondanza drammatica e linguistica, la pièce mette in atto il ritorno incessante delle illusioni di conquista, di ricchezza e di riconoscimento comportate dall'avvento delle guerre e delle rivolte popolari. I rappresentanti delle forze dell'ordine (i carabinieri), in tre visite distribuite sui tre atti, incarnano la ripresa delle ostilità e la consecutiva ripresa del potere. Altalenando tra buffonerie e lusinghe, ogni arrivo dei carabinieri in seno al focolare della famiglia Lapenna porta il suo lotto di situazioni burlesche, d'inganni, di racconti fantasmagorici, il tutto in meta-teatralità. In nome di un re atemporale ed invisibile, poi di una rivolta paradossalmente simile alle dinamiche che intende capovolgere, i fratelli Lapenna, la loro madre e la loro sorella finiscono con il partecipare al “teatro delle operazioni” ovvero la guerra, mentre il loro ruolo di vittime di un sistema bellicoso scivola verso quello di attori, carnefici responsabili della loro propria mutilazione.
Il processo di scrittura de I carabinieri fu lungo (dagli anni quaranta alla fine degli anni sessanta), tortuoso, complesso, difficile. Al di là di diverse ed innumerevoli modifiche portate indipendentemente dall'autore, e rese evidenti grazie all'esistenza di più versioni pubblicate, il testo finale è il frutto di una ri-elaborazione di  disparati materiali e indicazioni. Le influenze di Jacques Audiberti prima, poi quelle di Roberto Rossellini e di altri registi che avevano desiderato o erano stati in grado di realizzare in modo pratico uno spettacolo carabinieresco, furono fondamentali. Gli apporti incrociati di uomini di testo e uomini di scena, o di schermo, ha quindi fatto della pièce I carabinieri ciò che è oggi : un testo fondamentale, simbolico contemporaneamente di un'epoca storica, di un modo stilistico, e di un'accusa comica ed assurda.
Tuttavia l'energia ironica ed allucinata joppoliana è     sopravvissuta agli spianamenti successivi che hanno subito le bozze del copione originario. Da I soldati conquistatori, e passando per il libero adattamento di Jean-Luc Godard, fino alle ultime traduzioni, è possibile assodare l'evidenza costantemente mantenuta di un proposito comicamente denunciatore : Joppolo è giunto a consegnare un'opera considerevole, strutturata, equilibrata, sarcastica e chiara, in cui la guerra e la sua propaganda sono state tritate dall'immaginario crudelmente umano, assurdamente umoristico, nonché, eternamente attuale.
Per via della potenza e dell'efficienza drammatica di I carabinieri, Joppolo prova la sua padronanza di diverse tecniche di espressione teatrale da un canto, e la sua umiltà di fronte al mestiere di autore di teatro dall'altro, un'umiltà fatta di successive rimesse in discussione e di infinite correzioni, di numerose concessioni e di un'intransigenza di fondo.

### Estetica
L'estetica teatrale espressionista, pur essendo dominante nell'economia generale della scrittura per la scena joppoliana, prende nondimeno fronzoli del tutto inediti in Joppolo. Le funzioni della scena, del colore e dello spazio, così come il “luogo joppoliano”, e il lavoro della e sulla luce, il quale a sua volta è intimamente legato alla recitazione e al gioco dell'attore, sono fondamentali. 
I movimenti, la disposizione e l'organizzazione degli elementi scenici sono assecondati da una potente evocazione del naturale e un ricorrente utilizzo della sinestesia. L'elemento “aria” trova un'applicazione specifica, in ragione soprattutto di corrispondenze con le coordinate tecniche della luce e del suono richieste dalle potenziali concretizzazioni sceniche. 
Atmosfera, silenzio, musica, danza, ma sopra di tutto, voce: il teatro joppoliano tende a mettere in atto per via di mezzi più vari il grido originario che confermerebbe il ritorno abumano all'unità uomo-conoscenza-universo descritto in vari saggi (in particolare L'Abumanesimo). La rappresentazione temporale prende anch'essa diverse sembianze: tutto sembra convergere verso un profondo sentimento di universalità.
Oltre la possibile identità "assurda", va sviluppata l'identità “magico-realista” del teatro di Joppolo. Per esempio, nel Fiore giallo e lʼalbero parlante, l'autore realizza congiuntamente un processo dei tempi e dell'uomo. Tramite varie sfaccettature, Joppolo fa prova di un'inventività considerevole nello sfruttamento delle figure annunciatrici.

### Critica
Sin dai primissimi saggi poetici, romanzeschi e teatrali, si può identificare, attraverso elucubrazioni puntuali o sostrati poetici singolari, i primi fuochi di un abumanesimo che il giovane Joppolo non sospettava forse ancora nella sua giovinezza, di cui rivendica la paternità con il passare degli anni. 
L'abuomo joppoliano agisce nella sfera comune ma per l'universale, nell'anonimo ma per il collettivo, nell'istante ma per l'atemporale, nello spirituale e l'artistico ma per il campo societario e politico concreto. Joppolo sembra aver applicato alla lettera queste leggi implicite che aveva egli stesso teorizzate man mano che il suo sentimento di appartenenza ad una comunità indivisibile da una parte, e il suo ripiego su di sé con tutta umiltà dall'altra si sviluppavano.
Beniamino Joppolo ha sperimentato sistemi artistici diversi. Per mezzo della pittura o della scrittura, nei generi più vari, l'emergenza dell'espressione pressava costantemente l'intellettuale plurale che egli era. Parallelamente, Joppolo ha attraversato numerosi generi letterari ed è stato contaminato da diversi linguaggi. A partire dai suoi primi tentativi di redazione di romanzi o novelle, Joppolo contava già fra i pochi autori italiani potenzialmente surrealisti, ma è soprattutto nel suo espressionismo “mediterraneo”, in cui la Sicilia è portata all'universale, e meglio ancora, nel suo realismo magico, che lo stile joppoliano si distingue.
La parte di violenza oltranzista va anch'essa ricordata. Essa si presenta come un tratto fondatore della sua immaginazione dagli slanci esistenzialisti, e costituirebbe un tratto particolare dei momenti di abumanesimo esasperato.
In fin dei conti, Joppolo conferma, per la varietà delle sue produzioni, la sua padronanza di un discorso innovatore, la sua convinzione al quotidiano dell'avvento di una nuova comunità umana, ed una piena appartenenza ai canoni dell'avanguardia.
Nel teatro italiano ed europeo, l'esperienza di Joppolo rappresenta tuttavia una parentesi abortita. Non sufficientemente legato alle istanze di potere e di decisione, finisce con litigare, farsi detestare, spegnersi, isolarsi e forse addirittura rassegnarsi. L'esperienza dei carabinieri simboleggia lo scarto immenso ed impossibile tra le aspirazioni etiche ed estetiche e le fondamenta di un mestiere. Oggi, ci si ricorda un po' di Audiberti, forse poco più di Rossellini e Godard, e delle loro fondamentali contribuzioni a questo progetto di trent'anni.
Una delle peculiarità stilistiche più notevoli di Joppolo riguarda il trattamento dei dati sorti dal mondo naturale (piante, luci, fiori, rocce, colori, visioni). La natura si inserisce nel racconto e nell'azione tramite sinestesie che si ritrovano costantemente nelle opere teatrali. Lo scatenarsi degli elementi naturali e la lotta dell'uomo con questi ultimi rappresenta in Joppolo una rivincita di logiche cosmiche sulle logiche rigorosamente umane. In questo modo, l'abumanesimo infuria: l'uomo, decaduto dalla sua centralità in seno all'universo, finisce con dover accettare le tempeste elementali le quali, a loro volta, sono costrette a realizzare a tutti i costi il ritorno all'unità del Grande Tutto universale per mezzo di un frangersi di energie opposte.
Le specificità tecniche della drammaturgia joppoliana sono multiple, le concezioni degli allestimenti e del pubblico particolari. Le didascalie e la parola in scena formano un tutt'uno equilibrato e complementare. L'utilizzo incrociato di scenari, colori e luci infonde sapori espressionisti singolari. Ma sono soprattutto gli aspetti geometrici, vocalici e sonori che influiscono sullo stabilirsi di temporalità inedite, simboli di un richiamo cosmico e universalizzante di tutta la sua scrittura, particolarmente palpabile negli sviluppi magico-realisti maggiori (per esempio, Il fiore giallo e lʼalbero parlante).

## Opere

### Teatro
- Il cammino (1941)
- L'ultima stazione (1941)
- Sulla collina (1942)
- Ritorno di solitudine (1942)
- La follia sia dunque autentica (1942)
- Le epoche (1942)
- Tutti ascolteremo il silenzio (1942)
- I due paesi (1942)
- L'invito (1942)
- Domani parleremo di te (1943)
- Una visita (1943)
- I tre cavalieri (1943)
- I gridi della fattoria (1943?)
- I soldati conquistatori / I carabinieri (1945)
- Il secondo diluvio (1946)
- La bomba atomica (L'arma segreta) (1947)
- La tana (1947)
- La Provvidenza (1948)
- Una curiosa famiglia (1955)
- Irma Lontesi (1955)
- Il complotto dei soldi (1956)
- Il seme è bianco (1956)
- Il fiore giallo e l'albero parlante (1957)
- Le acque (opera in due parti l'una indipendente dall'altra L'acqua si diverte a uccidere/L'acqua si diverte a far morire di sete) (1958)
- Tra le ragnatele (I governanti) (1958)
- Zizim (1958)
- L'angelo Paratatampata (1959)
- I microzoi (1959)
- La baracca e gli uomini di onore (1960)
- L'attesa (1960)
- L'imbottigliaggio mostro (1960)
- Dio e la fondiaria (1960)
- Gli appuntamenti (1960)
- L'esseruccio (1960)
- Caryl Chessman (1960)
- Il castello di Versailles (1960)
- Un café en été (1963) (scritta con Giovanni Joppolo)

Scritte con Enrico Fulchignoni
- Il reduce involontario (1955)
- Fred (1957)
- La tazza di caffè (1957)
- Salita sull'albero (1957)
- L'inondazione (1957)
- Il generale malcontento (1958)

### Romanzi
- Gli ultimi otto giorni (1926?)
- Il nido dei pazzi (1933?) (inedito)
- Tutto a vuoto (1945)[5]
- La giostra di Michele Civa (1945)[6]
- Notti cariche di teorie (1945) (inedito)
- Un cane ucciso (1945)[7]
- Gli angeli senza sesso (1946) (inedito)
- I gesti sono eterni (1949) (inedito)
- Il banchetto (1953) (inedito)
- La brezza dell'Atlantico o la storia di Angelo Bredda (1953) (inedito)
- Gli angoli della diserzione (1957)[8]
- Il ritorno di Leone (1959)[9]
- La doppia storia (Seconda parte : Cronache di Parigi, inedito) (1963)[10]

### Poesie
- I canti dei sensi e dell'idea (1929)[11]
- I continenti (1960)[12] (inedito)
- Scandinavia (1960)[13]
- Le barche si sono staccate (1961)[14]
- Poesie sparse e appunti di poesia (1961) (inedito)

### Racconti
- C'è sempre un piffero ossesso (1937)
- I clienti che non se ne andavano più (1937)
- Non so più cosa mi succederà (1937)
- I due commensali (1937)
- Nessun viaggio è terreno (1937)
- L'avvocato (1937)
- Per la figlia Maria (1937)
- I cerchi azzurri (1937)
- La nuvola verde (1937)
- Specchi ? (1937)
- La telefonata (1937)
- Concetto di proprietà (1937)
- La lettera del sogno (1937)
- Colui che non voleva mostrare il nonno (1937)
- La sola idea (1937)
- Carlo (1938)
- La morìa delle mucche (1943)
- La vallata (1947)
- Gli alberi di Alberto (1947)
- Il lavoro delle cicogne (1947)
- Il manifesto degli stati d'animo (I pericoli delle profezie) (1960)
- L'impiegata (1960)

### Saggi
- Vari concetti di stato e di dominatore (1929) (inedito)
- Dilatazione su piano unico orrizontale (1940?) (inedito)
- Orizzontalità (1940)
- Tutto è all'altezza dell'uomo (1945)[16]
- Ancora sui problematici e i risolutivi (1945) (inedito)
- Giacomo Manzù (1946)
- Intorno a vari concetti (1946) (inedito)
- Discorso da un paese di confino (1947) (inedito)
- Antonio Calderara (1948)
- Distratte e disordinate annotazioni intorno all'uomo (1949) (inedito)
- L'arte da Poussin all'abumanesimo (1950)[17]
- Presentazione (1950)[18]
- Gesù (1951) (inedito)
- L'abumanesimo (1951)[19]
- Le confessioni (1952) (inedito)

### Pittura
- La nascita
- La creazione
- Mondi nello spazio
- La clessidra e il tempo
- Gli spazi
- Valle capovolta
- Sezione di mondi
- Nove frutti del cielo
- Mare
- I profeti
- Meteora
- Case nel sogno
- L'agnello cigno
- La luna sorge dal mare
- La bomba atomica
- Le barche
- Cacciucco
- Case sul rosa
- Peinture
- Arcipelago delle isole eolie (Vulcano)
- Case con albero rosso
- Muro spaziale
- Case arancioni sul verde
- Foresta spaziale
- Foresta negli spazi
- Sole prigioniero
- Ritratto di Milena Milani
- Una rovina diventa anima rossa
- Case nel sogno
- Una rovina può diventare anima
- Senza titolo
- La clessidra
- I vegetali sono una miniera
- I metalli si redimono nei cieli
- Germinazione
- Case nel sogno
- Il sole si è finalmente donato
- Giallo e rosso
- La grande meteora
- Forme spaziali
- I fossili
- La poltrona (di Ionesco)
- I vegetali sono rocce e le rocce sono vegetali
- Bulbi nel blu
- Donna uccello
- Foresta incantata
- Foresta pietrificata
- Linee su fondo rosa
- Cascata
- Linee nere su fondo rosso e grigio